# Carrousel de la Gendarmerie royale du Canada
Pour les articles homonymes, voir Carrousel.

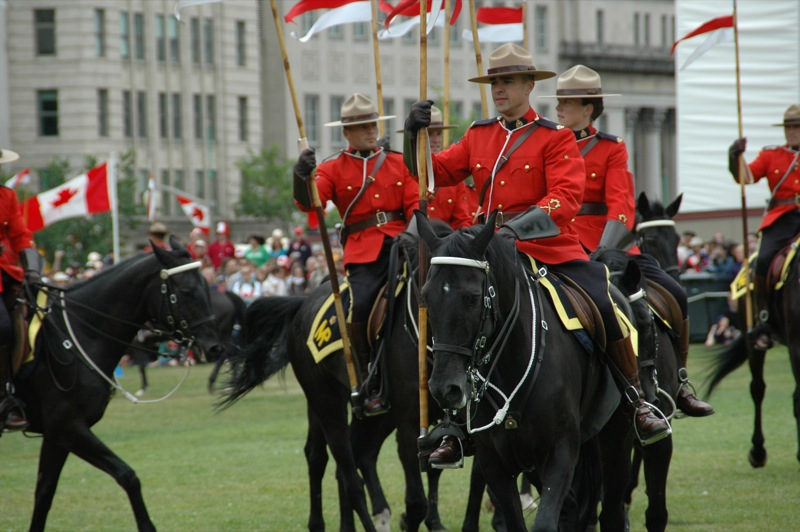
Cavaliers lors de la fête de la Confédération canadienne à Ottawa

Le Carrousel de la Gendarmerie royale du Canada est une unité de démonstration de la Gendarmerie royale du Canada. Ce corps policier a été créé le 23 mai 1873 sous le nom de la North West Mounted Police (Police montée du Nord-Ouest)  sir John A. Macdonald, père de la Confédération canadienne et premier ministre du Canada. Pour remplir son mandat d'application de la loi dans tout l'ouest canadien alors encore sans réseaux routiers, la NWMP est conçue à l'origine comme une troupe à cheval. Le Carrousel est né du désir des premiers membres de démontrer leur adresse de cavaliers et de divertir la population. La plupart étaient d'anciens militaires britanniques et ils mirent sur pied un spectacle équestre utilisant des figures tirées des mouvements traditionnels de cavalerie. Il est aujourd'hui connu partout dans le monde.

## Histoire
L’entraînement équestre fait partie de la formation des recrues dès les débuts de la GRC. Le premier Carrousel a été présenté en 1887, à l'école de formation de la GRC à Régina (Saskatchewan), sous la direction de l'inspecteur William George Matthews. Le Carrousel, formé de vingt hommes, a donné une représentation publique en tournée pour la première fois en 1901. Il a été graduellement devenu un outil promotionnel de ce service de police à travers le Canada et sa renommée s'est graduellement étendue à travers le monde grâce à des représentations dans divers pays. 
Au cours des années 1920 et 1930, il y avait deux Carrousels, un à Régina et un à Ottawa. Les activités du Carrousel cessèrent temporairement en 1939, à cause de la Seconde Guerre mondiale, et ne reprirent seulement qu’en 1948. Le commissaire Wood, alors chef de la GRC, réussit alors à créer l’aspect caractéristique du Carrousel : des chevaux entièrement noirs et des cavaliers habillés avec la tunique cérémonielle rouge. En effet, en 1942, La GRC avait installé sa ferme de chevaux à robe noire au Fort Walsh, un des postes originaux de la GRC situé dans la région de Cypress Hills.
En 1966, monter à cheval cesse de faire partie des tâches des policiers et les nouveaux membres de la GRC n’apprennent plus cette pratique. Le Carrousel déménage donc à Pakenham, en Ontario, en 1968 et devient une unité à part. La GRC et le Carrousel étaient formés exclusivement d'hommes à sa fondation. La première classe comportant des femmes termine son cours le 3 mars 1975 et en 1981, une première femme est accueillie au Carrousel. 
Pendant sa tournée annuelle au Canada et à l'étranger, de mai à octobre, le Carrousel de la GRC se produit dans quarante à cinquante localités. Il a été présenté aux plus grands événements nationaux et internationaux tenus au Canada. Ainsi, on le retrouve à chaque année à Ottawa le 1er juillet lors de la Fête de la Confédération canadienne. Il a donné des spectacles lors de l’Exposition universelle de Montréal de 1967, des Jeux olympiques de Montréal de 1976 et de Calgary en 1988, et aux cérémonies des Jeux olympiques de Vancouver en 2010.

## Description

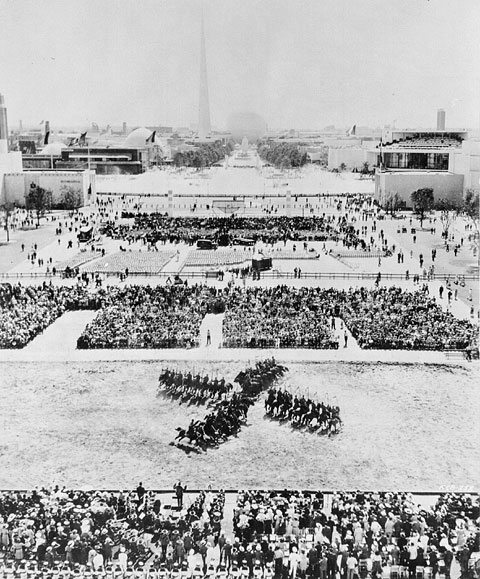
Les cavaliers du Carrousel de la GRC lors de la Foire internationale de New York 1939-1940

Les membres du Carrousel sont tous des policiers de la GRC qui ont au moins deux ans de travail comme policier et qui se portent volontaires pour une période de trois ans. La plupart n'ont jamais pratiqué l'équitation et doivent suivre des cours non seulement pour monter mais également pour représenter la GRC auprès du public lors des représentations. Le tiers des membres est changé annuellement. 
Lors de ses déplacements, le Carrousel compte trente-six cavaliers, trente-six chevaux, un maréchal-ferrant, un directeur de la production technique et trois sous-officiers. Cependant, les représentations montrent trente-deux cavaliers et chevaux et un officier responsable. La troupe évolue en exécutant des figures complexes et des mouvements réglementaires de cavalerie au son de la musique. Ces mouvements sont exécutés au trot et au galop par des groupes de deux, quatre ou huit cavaliers. Ils demandent une grande maîtrise, beaucoup de synchronisme et une excellente coordination. Les chevaux suivent également un entraînement intensif, non seulement pour leur permettre d'exécuter les figures, mais également pour demeurer calme lors des séances de rendre avec les spectateurs après la démonstration. 
L'une des figures les plus connues du Carrousel est le « dôme », que l'on retrouvait sur le billet de cinquante dollars de 1969 à 1979, et la charge de tous les cavaliers avec leur lance à pennon rouge et blanc pointée en avant. Le spectacle se termine par le défilé au son de la Marche régimentaire de la GRC et le salut à l'invité d'honneur.